# Lone Tree Township (comté de Clay, Iowa)
Lone Tree Township est un township du comté de Clay, situé en Iowa, États-Unis. La population était de 860 habitants lors du recensement de 2000. 

## Géographie
Lone Tree Township couvre 91,55 km² du comté de Clay et comporte une ville, Everly. Selon l'USGS, ce township contient un cimetière : Lone Tree.
Le ruisseau de Sewer coule à travers ce township.